# Larry Wilson (Eishockeyspieler)
Lawrence „Larry“ Wilson (* 23. Oktober 1930 in Kincardine, Ontario; † 16. August 1979 in Queensbury, New York, USA) war ein kanadischer Eishockeyspieler und -trainer, der im Verlauf seiner aktiven Karriere zwischen 1947 und 1970 unter anderem 156 Spiele für die Detroit Red Wings und Chicago Black Hawks in der National Hockey League auf der Position des Centers bestritten hat. Seinen größten Erfolg feierte Wilson dabei in Diensten der Detroit Red Wings, mit denen er im Jahr 1950 den Gewinn des Stanley Cups feierte. Hauptsächlich spielte er aber für die Buffalo Bisons in der American Hockey League, in deren Hall of Fame er 2011 posthum aufgenommen wurde. Nach seinem Karriereende war Wilson als Trainer tätig und betreute unter anderem kurzzeitig sein Ex-Team Detroit Red Wings.

## Karriere

### Spielerkarriere
Wilson verbrachte die Anfänge seiner Karriere gemeinsam mit seinem ein Jahr älteren Bruder Johnny Wilson im Franchise der Windsor Hettche Spitfires, für die sie zwischen 1947 und 1949 sowohl im Juniorenbereich der Ontario Hockey Association als auch in der International Hockey League aktiv waren. Vermehrt lief Larry Wilson aber für die Spitfires in der OHA auf. Erst zum Ende der Saison 1949/50 waren beide ein wichtiger Bestandteil des IHL-Kaders und Larry Wilson hatte als zweitbester Scorer mit 21 Punkten in 13 Playoffspielen maßgeblichen Anteil am Gewinn des Turner Cups. Sein Bruder Johnny Wilson war mit 23 Punkten und 16 Toren jeweils bester der Kategorie. Nach dem Erfolg verließen beide die Spitfires und wechselten in die United States Hockey League zu den Omaha Knights, wo sie die Spielzeit 1949/50 verbrachten. Beide debütierten zum Ende der Saison im Kader der Detroit Red Wings in der National Hockey League, mit denen sie am Ende der Stanley-Cup-Playoffs 1950 den Stanley Cup gewannen.
Anschließend wechselte das Brüderpaar gemeinsam in die American Hockey League zu den Indianapolis Capitals, die in einer Kooperationsvereinbarung mit den Detroit Red Wings standen. Die Wilsons liefen im Verlauf der beiden Spielzeiten bis zum Sommer 1952 zwar zu größten Teilen für die Capitals in der AHL auf, erhielten aber auch immer wieder Einsatzzeiten bei den Red Wings in der NHL. Mit Beginn der Saison 1952/53 begannen sich die Wege der beiden Stürmer zu trennen. Während sich Johnny Wilson schon zum Ende der Vorsaison in der NHL zu etablieren begann und ab dieser Spielzeit fest zu Detroit Aufgebot gehörte, blieben Larry Wilsons Einsatzzeiten begrenzt. Er spielte hauptsächlich für die Edmonton Flyers in der Western Hockey League, ehe er im August 1953 zusammen mit Larry Zeidel und Lou Jankowski an den Ligakonkurrenten Chicago Black Hawks verkauft wurde.
Im Kader der Chicago Black Hawks konnte sich der Mittelstürmer für die folgenden zwei Jahre behaupten und er bestritt bis zum Beginn des Spieljahres 1955/56 131 seiner insgesamt 156 Ligaeinsätze. Mit 65 Punkten wusste Wilson dabei auch zu überzeugen. Dennoch wurde er im Verlauf der Saison 1955/56 – in der er nach dem Wechsel seines Bruders noch zweimal gemeinsam mit ihm für die Black Hawks auflief – zunächst an die Buffalo Bisons ausgeliehen. Dort wusste Wilson mit 78 Punkten in 62 Spielen zu beeindrucken, sodass er am Saisonende erstmals ins AHL Second All-Star Team berufen wurde und nach einem weiteren Jahr auf Leihbasis im August 1957 den Black Hawks abgekauft wurde. Eine weitere Berufung ins AHL Second All-Star Team erfolgte vier Jahre später am Ende der Spielzeit 1959/60, weiterhin im Trikot der Bisons. Für Buffalo lief der Kanadier schlussendlich insgesamt 13 Spieljahre auf. Den größten Erfolg binnen dieser Zeit feierte das Team mit dem Gewinn des Calder Cups am Ende der Saison 1962/63.
Im Sommer 1968 kam Wilsons Zeit in Buffalo zu einem Ende, als er bei den Dayton Gems in der International Hockey League anheuerte und dort den Posten des Spielertrainers für die folgenden zwei Jahre besetzte. Im Sommer 1970 zog sich der Angreifer kurz vor seinem 40. Geburtstag aus dem aktiven Sport zurück.

### Trainerkarriere
Nach 13 Jahren bei den Buffalo Bisons verließ Wilson das Team im Sommer 1970 und begann damit, eine Trainerkarriere zu verfolgen – wie es sein Bruder Johnny Wilson bereits nach seinem Karriereende getan hatte. Er heuerte bei den Dayton Gems aus der International Hockey League an und betreute das Franchise zwei Jahre lang als Spielertrainer. Wilsons Zeit bei den Dayton Gems war dabei überaus erfolgreich. Mit jeweils über 60 Scorerpunkten gehörte er zu den besten Scorern des Teams. Zudem führte er es zu zwei aufeinander folgenden Siegen des Turner Cups.
Wilsons Erfolge hinter der Bande blieben auch anderen Teams nicht verborgen und so wechselte er im Sommer 1970 – inzwischen als Spieler zurückgetreten – zu den Providence Reds in die American Hockey League. Auch bei den Reds setzten sich die Erfolge der Vorjahre fort und er erreichte gleich in der ersten Saison die Finalserie um den Calder Cup, wo Providence jedoch den Springfield Kings unterlagen, die von seinem Bruder trainiert wurden. Im folgenden Jahr schieden die Providence Reds in der ersten Playoff-Runde aus, woraufhin Wilson innerhalb der Liga zu den Richmond Robins wechselte. Dort war er insgesamt vier Jahre tätig.
Zur Saison 1976/77 wechselte Wilson dann zu den Baltimore Clippers in die Southern Hockey League. Allerdings währte sein Engagement dort keine gesamte Spielzeit. Noch im Verlauf der Saison wurde Wilson von den Detroit Red Wings verpflichtet, bei denen Alex Delvecchio nach 44 Spielen von seinem Posten zurückgetreten war und ausschließlich als General Manager arbeitete. Die Verpflichtung Wilsons war für das Team jedoch nicht erfolgreich. Von den restlichen 36 Saisonspielen gewann Detroit unter seinem Ex-Spieler lediglich drei Partien und errang zehn von möglichen 72 Punkten. Dadurch verpassten die Red Wings die Playoffs und Wilson wurde vor der Spielzeit 1977/78 durch Bobby Kromm ersetzt. Wilson wurde zum Cheftrainer des Farmteams Kansas City Red Wings aus der Central Hockey League degradiert und arbeitete weitere zwei Jahre bis zu seinem plötzlichen Tod im August 1979.
Wilson verstarb während einer Joggingrunde 48-jährig an einem Herzinfarkt in Queensbury im US-Bundesstaat New York. Im Jahr 2011 wurde er für seine Verdienste posthum in die Hall of Fame der American Hockey League aufgenommen.

## Erfolge und Auszeichnungen
| - 1949 Turner-Cup-Gewinn mit den Windsor Hettche Spitfires - 1950 Stanley-Cup-Gewinn mit den Detroit Red Wings - 1956 AHL Second All-Star Team - 1960 AHL Second All-Star Team | - 1963 Calder-Cup-Gewinn mit den Buffalo Bisons - 1969 Turner-Cup-Gewinn mit den Dayton Gems (als Spielertrainer) - 1970 Turner-Cup-Gewinn mit den Dayton Gems (als Spielertrainer) - 2011 Aufnahme in die AHL Hall of Fame (posthum) |

## Karrierestatistik

### Spielerstatistik
(Legende zur Spielerstatistik: Sp oder GP = absolvierte Spiele; T oder G = erzielte Tore; V oder A = erzielte Assists; Pkt oder Pts = erzielte Scorerpunkte; SM oder PIM = erhaltene Strafminuten; +/− = Plus/Minus-Bilanz; PP = erzielte Überzahltore; SH = erzielte Unterzahltore; GW = erzielte Siegtore; 1 Play-downs/Relegation; Kursiv: Statistik nicht vollständig)

### NHL-Trainerstatistik
(Legende zur Trainerstatistik: Sp oder GC = Spiele insgesamt; W oder S = erzielte Siege; L oder N = erzielte Niederlagen; T oder U = erzielte Unentschieden; OTL oder OTN = erzielte Niederlagen nach Overtime oder Shootout; Pts oder Pkt = erzielte Punkte; Pts% oder Pkt% = Punktquote; Win% = Siegquote; Resultat = erreichte Runde in den Play-offs)

## Familie
Wilsons älterer Bruder Johnny schaffte sowohl als Spieler als auch Trainer ebenfalls den Sprung in die National Hockey League. Als Spieler absolvierte er zwischen 1950 und 1962 insgesamt 754 Spiele für die Detroit Red Wings, mit denen er viermal den Stanley Cup gewann, Chicago Black Hawks, Toronto Maple Leafs und New York Rangers. Als Trainer betreute er – wie sein Bruder – die Detroit Red Wings in der NHL. Ebenso stand er bei den Los Angeles Kings, Colorado Rockies und Pittsburgh Penguins in der NHL hauptverantwortlich. In der World Hockey Association bekleidete er diesen Posten bei den Michigan Stags bzw. Baltimore Blades sowie den Cleveland Crusaders.
Larry Wilsons drei Söhne Ron, Brad und Randall schafften ebenso alle den Sprung in den Profibereich. Während die Karrieren von Brad und Randall nur von kurzer Dauer waren, bewahrte Ron das Vermächtnis der Wilson-Familie in der NHL. Insbesondere als Trainer machte sich der ehemalige Verteidiger einen Namen und gehörte mit fast 1.500 Spielen und annähernd 700 Siegen zu den erfolgreichsten überhaupt.